# Конное (Харьковская область)
Конное (укр. Кінне), поселок, 
Конненский сельский совет,
Лозовский район,
Харьковская область.
Код КОАТУУ — 6323982101. Население по переписи 2001 года составляло 666 (308/358 м/ж) человек.
Являлось до 2020 года административным центром Конненского сельского совета, в который, кроме того, входил посёлок
Ла́гидное.

## Географическое положение
Поселок Конное находится на расстоянии в 6 км от реки Бритай (правый берег).
По посёлку протекает пересыхающий ручей с запрудами.
На расстоянии в 2 км находится посёлок Ла́гидное.

## История
- 1897 — основан хутор Жуко́вского, по фамилии владельца.
- 1936 — переименован в посёлок Конное, в честь работавшего здесь конного совхоз-завода.
- При СССР в селе работал 124-й конный завод, который до 1950-х годов выращивал лошадей для РККА, затем Советской армии, и для сельского хозяйства.
- В 1992 году в селе действовали 124-й совхоз-завод, автоматическая телефонная станция (АТС), клуб, медпункт, магазины, общежитие (совхоз-завода), столовая, детский сад, школа, отделение связи, сберкасса, сельсовет.[1]

## Экономика
- Лозовский конный завод № 124.
- Ипподром.

## Объекты социальной сферы
- Стадион.
- Зоопарк.

## Достопримечательности
- Братская могила советских воинов. Похоронено 128 воинов.